# Орделаффи, Антонио Мария
Антонио Мария Орделаффи (Antonio Maria Ordelaffi) (1460 — 6 февраля 1504) — последний сеньор Форли из рода Орделаффи (1503—1504).
Сын Франческо (Чекко) IV Орделаффи и Элизабетты Манфреди.
В 1477 году поступил на службу к королю Неаполя.
В 1480 году попытался захватить власть в Форли, но папа Сикст IV передал город своему племяннику Джироламо Риарио.
С 1480 г. — на службе у Флоренции. В 1488 году после смерти Джироламо Риарио снова пытался захватить Форли, но безуспешно.
В 1489 году хотел жениться на Катерине Сфорца — вдове Джироламо Риарио, но брак был расстроен её родственниками.
В 1499 году Форли присоединил к своим владениям Чезаре Борджа — сын папы Александра VI.
Воспользовавшись смертью Александра VI, Антонио Орделаффи при помощи флорентийцев 22 октября 1503 года вступил в Форли и провозгласил себя сеньором города. Новый папа Юлий II признал его законным правителем.
Однако власть Антонио Орделаффи продлилась недолго — 4 февраля следующего года он умер.